# Agnieszka Rodowicz
Agnieszka Rodowicz – dziennikarka i fotografka. 
Studiowała filologię portugalską, jest absolwentką Polskiej Szkoły Reportażu. Ukończyła z wyróżnieniem Studium Fotografii przy Związku Polskich Artystów Fotografików.

## Dziennikarstwo
Związana z Gazetą Wyborczą od 2007 roku, od 2020 jest jedną z autorek publikujących reportaże w dodatku Duży Format. Jej teksty pojawiają się również na portalu Gazeta.pl, portalu OKO.press, tygodniku Polityka, w czasopiśmie Magazyn Kontakt, portalu Voyage.pl i Pulsie Biznesu.
W 2020 roku była nominowana do Nagrody Newsweeka im. Teresy Torańskiej  za tekst „Od wczoraj nic nie jadłem”, który był reportażem o uchodźcach i migrantach w pandemii. W tym samym roku zdobyła trzecie miejsce w VI edycji konkursu „Uzależnienia XXI wieku” przeprowadzonego przez Fundację Inspiratornia.
W 2024 roku była nominowana do nagrody Grand Press w kategorii reportaż prasowy/internetowy za cykl dla OKO.press o „Azylu Kościelnym”, instytucji w Niemczech która pomaga migrantom.

## Fotografia
W 2006 roku otrzymała wyróżnienie w ramach Fotoplastikon II, International Photo Awards za serię zdjęć „Raj utracony”.
Jako fotografka otrzymała wyróżnienia w ramach Prix de la Photographie Paris. W 2009 roku za serię zdjęć z wspinaczki na stratowulkan Meru w Tanzanii a w 2016 za zdjęcia, które były zainspirowane malarstwem renesansowym oraz minimalizmem.
Była też finalistką 4 edycji konkursu imienia Krzysztofa Millera w 2021 roku, w ramach którego opublikowała cykl „Raz dał mi pomarańczę”. Były to zdjęcia i wywiady z kobietami, które w dzieciństwie doświadczały przemocy seksualnej. Cykl przedstawiał zdjęcia przedmiotów, fotografie z albumów rodzinnych i współczesne portrety opisywanych kobiet. Praca była efektem kursu mentorskiego Sputnik Photos.